# Maatsuyker Island Lighthouse
Das Maatsuyker Island Lighthouse ist der am weitesten südlich liegende Leuchtturm Australiens, der an der südlichen Spitze des Maatsuyker Island liegt. Dieses Bauwerk war auch Australiens letzter bemannter Leuchtturm. 
Die Insel liegt 10 km südlich vor der tasmanischen Küste und vor dem Leuchtturm befinden sich die für die Schifffahrt gefährlichen Needle Rocks.

## Geschichte
Der 15 m hohe Leuchtturm wurde 1891 fertiggestellt und kostete £ 8,500. Er wurde aus Lochziegeln aufgemauert und weiß gestrichen. Der obere Teil des Leuchtturms besteht aus Eisen und einer aus 2 Tonnen bestehenden schweren Lampenanlage.
Das Baumaterial des Turms wurde mit einer von Pferden gezogenen Straßenbahn an die Küste gebracht und anschließend bis nach Haulage Cove transportiert, der einzigen Bucht, an der bei gutem Wetter wegen der dort herrschenden Roaring Forties, angelandet werden kann.
Die durch Öl erzeugte Befeuerung wurde 1924 durch Kerosin und 1976 durch ein 1000 Wattlicht mit drei Dieselgeneratoren ersetzt. Auch der Zeitmechanismus konnte durch einen Elektromotor ersetzt werden, was zur Folge hatte, dass die Anzahl der Leuchtturmwächter von drei auf zwei reduziert werden konnte. Parallel wurde das Uhrwerk modernisiert, das den Wärtern erlaubte nachts (außer einer alle drei Stunden stattfindenden Wetterüberwachung) zu schlafen, ferner gab es ein Alarmsystem zur Überwachung des Befeuerung. Der Lichtstrahl hat eine Reichweite von 26 km.
An der Haulage Cove befand sich ein Landungssteg, der mehrmals durch die dort herrschenden heftigen Stürme zerstört wurde, daher wurde der Leuchtturm in den letzten Jahren mit Hubschraubern angeflogen.

## Heute
Ab 1996 wurde die Befeuerung durch ein mit Solarenergie betriebenes Licht ersetzt und dies erlaubte, dass die Leuchtturmwärter des letzten durch Personen überwachte Leuchtturms Australiens abgezogen werden konnten.
Betrieben wird der Leuchtturm von der Australian Maritime Safety Authority.